# Сканда-варман I
Сканда-варман I (там. சிவகந்தவர்மன்) — володар Паллавів. Відомий також як Шива Скандаварман.

## Життєпис
Син Сімха-вармана I, який за легендою вів свій роджовід від Бхарадваджи. Посів трон близько 300 року (за іншою, менш достовірною, версією посів трон 345 року). Став першим правителів, проя кого згадано в письмових джерелах (мідних табличках мовою пракрит, які тепер називаються плитами Маїдаволу, Хірехадагалі та Британського музею).
Здійснював численні походи на південь та північ, значно розширивши підвладні землі. Також успішно воював проти Праварасени I. На честь свого незалежного статусу здійснив ритуал ашвамедха.
Йому спадкував син або брат Вішнугопа I.